# Arquidiócesis de Dávao
La arquidiócesis de Dávao (en latín: Archidioecesis Davaensis, en inglés: Roman Catholic Archdiocese of Davao y en cebuano: Artsidiyosesis sa Davao) es una circunscripción eclesiástica de la Iglesia católica en Filipinas. Se trata de una arquidiócesis latina, sede metropolitana de la provincia eclesiástica de Dávao. Desde el 11 de febrero de 2012 su arzobispo es Romulo Geolina Valles.

## Territorio y organización
La arquidiócesis tiene 2443 km² y extiende su jurisdicción sobre los fieles católicos de rito latino residentes en la ciudad de Dávao en la provincia de Dávao del Sur y el municipio insular de Sámal en la provincia de Dávao del Norte.
La sede de la arquidiócesis se encuentra en la ciudad de Dávao, en donde se halla la Catedral de San Pedro.
En 2021 en la arquidiócesis existían 39 parroquias.
La arquidiócesis tiene como sufragáneas a las diócesis de: Digos, Mati y Tágum.

## Historia
Los inicios de la arquidiócesis comienzan con la llegada de los agustinos recoletos en 1848, seguidos por los jesuitas poco después.
La prelatura territorial de Dávao fue erigida el 17 de diciembre de 1949 con la bula Satius haud dubie del papa Pío XII, obteniendo el territorio de la diócesis de Zamboanga (hoy arquidiócesis de Zamboanga).
Originalmente sufragánea de la arquidiócesis de Cebú, el 29 de junio de 1951 pasó a formar parte de la provincia eclesiástica de la arquidiócesis de Cagayán de Oro.
El 11 de julio de 1966 la prelatura territorial fue elevada a diócesis con la bula Catholicas res magna del papa Pablo VI.
El 29 de junio de 1970 la diócesis fue elevada al rango de arquidiócesis metropolitana con la bula Sanctae Ecclesiae utilitatibus del papa Pablo VI.
El 5 de noviembre de 1979 cedió una parte de su territorio para la erección de la diócesis de Digos mediante la bula Sacer praesul Ecclesiae del papa Juan Pablo II.

## Estadísticas
De acuerdo al Anuario Pontificio 2022 la arquidiócesis tenía a fines de 2021 un total de 1 520 885 fieles bautizados.
| Año                                                                             | Población            | Población | Población      | Sacerdotes | Sacerdotes    | Sacerdotes    | Bautizados por sacerdote | Diáconos permanentes | Religiosos | Religiosos | Parroquias |
| Año                                                                             | Bautizados católicos | Total     | % de católicos | Total      | Clero secular | Clero regular | Bautizados por sacerdote | Diáconos permanentes | Varones    | Mujeres    | Parroquias |
| ------------------------------------------------------------------------------- | -------------------- | --------- | -------------- | ---------- | ------------- | ------------- | ------------------------ | -------------------- | ---------- | ---------- | ---------- |
| 1950                                                                            | 350 000              | 450 000   | 77.8           | 44         | 41            | 3             | 7954                     |                      | 6          | 35         | 13         |
| 1970                                                                            | 736 535              | 876 663   | 84.0           | 116        | 11            | 105           | 6349                     |                      | 124        | 190        | 29         |
| 1980                                                                            | 480 000              | 540 527   | 88.8           | 96         | 17            | 79            | 5000                     |                      | 103        | 158        | 17         |
| 1990                                                                            | 643 534              | 748 211   | 86.0           | 98         | 40            | 58            | 6566                     |                      | 69         | 215        | 22         |
| 1999                                                                            | 995 250              | 1 684 000 | 59.1           | 113        | 64            | 49            | 8807                     |                      | 83         | 300        | 25         |
| 2000                                                                            | 995 250              | 1 123 280 | 88.6           | 105        | 59            | 46            | 9478                     |                      | 77         | 257        | 25         |
| 2001                                                                            | 995 250              | 1 684 000 | 59.1           | 129        | 66            | 63            | 7715                     |                      | 112        | 335        | 27         |
| 2002                                                                            | 1 063 071            | 1 402 611 | 75.8           | 126        | 69            | 57            | 8437                     |                      | 152        | 378        | 27         |
| 2003                                                                            | 1 017 981            | 1 330 676 | 76.5           | 131        | 68            | 63            | 7770                     |                      | 107        | 352        | 28         |
| 2004                                                                            | 1 109 498            | 1 369 913 | 81.0           | 128        | 65            | 63            | 8667                     |                      | 110        | 352        | 30         |
| 2006                                                                            | 1 063 000            | 1 323 000 | 80.3           | 146        | 75            | 71            | 7280                     |                      | 113        | 368        | 32         |
| 2013                                                                            | 1 426 000            | 1 630 000 | 87.5           | 156        | 76            | 80            | 9141                     |                      | 355        | 499        | 36         |
| 2016                                                                            | 1 407 303            | 1 747 000 | 80.6           | 161        | 79            | 82            | 8741                     |                      | 314        | 523        | 38         |
| 2019                                                                            | 1 498 149            | 1 816 529 | 82.5           | 162        | 74            | 88            | 9247                     |                      | 354        | 552        | 39         |
| 2021                                                                            | 1 520 885            | 1 953 049 | 77.9           | 147        | 77            | 70            | 10                       |                      | 331        | 381        | 39         |
| Fuente: Catholic-Hierarchy, que a su vez toma los datos del Anuario Pontificio. |                      |           |                |            |               |               |                          |                      |            |            |            |

## Episcopologio
- Sede vacante (1949-1954)

- Clovis Thibauld (Thibault), P.M.E. † (29 de diciembre de 1954-9 de diciembre de 1972 renunció)
- Antonio Lloren Mabutas † (9 de diciembre de 1972 por sucesión-6 de noviembre de 1996 retirado)
- Fernando Robles Capalla (6 de noviembre de 1996 por sucesión-11 de febrero de 2012 retirado)
- Romulo Geolina Valles, desde el 11 de febrero de 2012